# Cryptophysema ovulum
Cryptophysema ovulum is een tweekleppigensoort uit de familie van de Lucinidae. De wetenschappelijke naam van de soort is voor het eerst geldig gepubliceerd in 1850 door Reeve.